# Vašington Irving
Vašington Irving (3. april 1783 – 28. novembar 1859) bio je američki pisac kratkih priča, esejista, biograf, istoričar, urednik časopisa, diplomata iz ranog 19. veka. On je najbolje poznat po svojim kratkim pričama „Rip Van Vinkl” (1819) i „Leganda Slipi Holoua” (1820), obe od kojih se javljaju u njegovoj kolekciji Knjiga skica Džofrija Krejona, gospodina. Njegova istorijska dela obuhvataju biografije Olivera Goldsmita, Muhameda i Džordža Vašingtona, kao i nekoliko istorija Španije iz 15. veka koje se bave temama poput Alhambra, Kristofer Kolumbo i Mavri.
Irving je bio ambasador u Španiji od 1842. do 1846. godine. Književni debi napravio je 1802. godine nizom opservacijskih pisama Jutarnjoj hronici, napisanim pod pseudonimom Džonatan Oldstajl. On se preselio u Englesku zbog porodičnog biznisa 1815. dodine, gde je stekao slavu objavljivanjem publikacije Knjiga skica Džofrija Krejona, gospodina, serijalizovane od 1819–20. On je nastavio da redovno objavljuje tokom čitavog svog života, a biografiju Džordža Vašingtona u pet tomova dovršio je samo osam meseci prije smrti u 76. godini u Taritaunu u Njujorku.
Irving je bio jedan od prvih američkih pisaca koji je stekao slavu u Evropi, i bio je uzor drugim američkim autorima poput Natanijela Hotorna, Henrija Vodsvorta Longfeloa, Hermana Melvila i Edgara Alana Poa. Takođe su mu se divili neki britanski pisci, uključujući Lorda Bajrona, Tomasa Kembela, Čarlsa Dikensa, Fransisa Džefrija i Voltera Skota. Zalagao se za pisanje kao legitimnu profesiju i bio je pobornik jačih zakona koji bi zaštititi američke pisce od kršenja autorskih prava.

## Biografija

### Rane godine
Roditelji Vašingtona Irvinga su bili Vilijam Irving stariji, originalno iz Kjuholma, Šapinsej, Orkni, Škotska, i Sara (devojački Sonders), originalno iz Falmuta u Kornvolu, Engleska. Oni su se venčali 1761. godine dok je Vilijam služio kao podoficir u Britanskoj mornarici. Oni su imali jedanaestoro dece, osam od kojih je preživelo do zrelog doba. Njihova prva dva sina su umrla u ranom detinjstvu, oboje sa imenom Vilijam, kao i njihovo dete po imenu Džon. Njihova preživela deca su Vilijam mlađi (1766), An (1770), Peter (1771), Katrin (1774), Ebenezer (1776), Džon Trit (1778), Sara (1780), i Vašington.
Porodica Irving se nastanila na Menhetnu i bila je deo gradske trgovačke klase. Vašington je rođen 3. aprila 1783. godine, iste nedelje kada su stanovnici Njujorka saznali za Britansko primirje kojim je okončana Američka revolucija. Irvingova majka imenovala ga je po Džordžu Vašingtonu. Irving je upoznao svog imenjaka u svojoj 6. godini, kada je Džordž Vašington živeo u Njujorku nakon njegove inauguracije za predsednika 1789. Predsednik je blagoslovio mladog Irvinga. Ovaj susret je Irving komemorisao malom akvarelnom slikom koja i dalje stoji na zidu u njegovoj kući.
Irvingovi su živeli u ulici Vilijam ulici br. 131 u vreme rođenja Vašingtona, ali su se kasnije preselili prekoputa u 128 Vilijam strit. Nekoliko Irvingove braće su postali aktivni njujorški trgovci. Oni su ohrabrivali njegove književne težnje, često mu pružajući finansijsku potporu dok je nastavljao svoju književnju karijeru.
Irving je bio nezainteresovan student koji je više voleo avanturističke priče i drame, i često je odsustvovao sa većernje nastave da bi boravo u pozorištu do svoje 14. godine. Izbijanje žute groznice na Menhetnu 1798. godine nateralo je njegovu porodicu da ga pošalje u unutrašnjost, gde je odsedao kod svog prijatelja Džejmsa Kirka Poldinga u Taritaunu, Njujork. Upravo se u Taritaunu upoznao sa obližnjim gradom Slipi Holou u Njujorku, sa njegovim holandskim običajima i lokalnim pričama o duhovima. Kao tinejdžer je učinio nekoliko drugih putovanja uz Hadson, uključujući dugu posetu Džonstaunu u Njujorku, gde je prošao kroz region Katskil planina, što je bilo okruženje za „Rip Van Vinkla”. „Od svih krajobraza Hadsona”, pisao je Irving, „planine Katskil su imale najčarobniji uticaj na moju dečačku maštu”.
Irving je počeo da piše pisma Njujorškoj Jutarnjoj hronici 1802. kada mu je bilo 19 godina, podnoseći komentare o gradskoj društvenoj i pozorišnoj sceni pod pseudonimom Džonatan Oldstajl. To ime je evociralo njegove federalističke sklonosti i bilo je prvi od mnogih pseudonima koje je koristio tokom svoje karijere. Ta pisma su Irvingu donela ranu slavu i umerenu reputaciju. Aron Ber bio je koizdavač Hronike, i bio je dovoljno impresioniran da svojoj kćerki Teodoziji pošalje izreske Oldstajlovih komada. Čarls Brokden Braun je doputovao u Njujork kako bi regrutovao Oldstajla za književni časopis koji je uređivao u Filadelfiji.
Zabrinuti za njegovo zdravlje, Irvingova braća su finansirala njegovu dužu turneju po Evropi od 1804. do 1806. On je zaobišao je većinu lokaliteta koji se smatrani ključnim za društveni razvoj mladog čoveka, uz negodovanje njegovog brata Vilijama, koji je napisao da je zadovoljan da se zdravlje njegovog brata poboljšavalo, ali da mu se ne dopada izbor da „galopiranja kroz Italiju ... ostavljajući Firencu s tvoje leve strane i Veneciju sa tvoje desne strane”. Umesto toga, Irving je razvio socijalne i konverzacione veštine koje su ga na kraju učinile jednim od najpotraženijih gostiju na svetu. „Trudim se da stvari prihvatam onako kako one dolaze sa vedrinom”, napisao je Irving, „i kada ne mogu dobiti večeru po svom ukusu, trudim se da dobijem ukus po meri moje večere”. Tokom posete Rimu 1805. godine, Irving je uspostavio prijateljstvo sa slikarom Vašingtonom Alstonom i zamalo je bio nagovoren na karijeru kao slikar. „Moja sudbina u životu, međutim, bila je drugačije oblikovana”.

## Radovi
| Naslov                                                       | Datum publikacije   | Napisano pod imenom                              | Žanr                           |
| ------------------------------------------------------------ | ------------------- | ------------------------------------------------ | ------------------------------ |
| Pisma Džonatana Oldstajla                                    | 1802                | Džonatan Oldstajl                                | Opservaciona pisma             |
| Salmagundi                                                   | 1807–1808           | Lanselot Langstaf, Vil Vizard                    | Satira                         |
| Istorija Njujorka                                            | 1809                | Didrih Nikerboker                                | Satira                         |
| Knjiga skica Džofrija Krejona, gospodina                     | 1819–1820           | Džofri Krejon                                    | Kratke priče/Esaji             |
| Brejsbridž Hol                                               | 1822                | Džofri Krejon                                    | Kratke priče/Esaji             |
| Priče o Putniku                                              | 1824                | Džofri Krejon                                    | Kratke priče/Esaji             |
| Istorija života i putovanja Kristofora Kolumba               | 1828                | Vašington Irving                                 | Biografija/Istorija            |
| Hronika osvajanja Granade                                    | 1829                | Fratar Antonio Agapida                           | Romantična istorija            |
| Putovanja i otkrića Kolumbovih kompanjona                    | 1831                | Vašington Irving                                 | Biografija/Istorija            |
| Priče o Alhambri                                             | 1832                | „Autor knjige skica”                             | Kratke priče/Putovanje         |
| Krajonsa mešavina                                            | 1835                | Džofri Krajon                                    | Kratke priče                   |
| Astorija                                                     | 1836                | Vašington Irving                                 | Biografija/Istorija            |
| Avanture Kapetna Bonevila                                    | 1837                | Vašington Irving                                 | Biografija/Romantična istorija |
| Život Olivera Goldsmita                                      | 1840 (revised 1849) | Vašington Irving                                 | Biografija                     |
| Biografija i poetski ostaci pokojne Margaret Miler Dejvidson | 1841                | Vašington Irving                                 | Biografija                     |
| Mahomet i njegovi naslednici                                 | 1849                | Vašington Irving                                 | Biografija/Istorija            |
| Volfertov kokošinjac                                         | 1855                | Džofri Krajon Didrih Nikerboker Vašington Irving | Biografija                     |
| Život Džordža Vašingtona (5 tomova)                          | 1855–1859           | Vašington Irving                                 | Biografija                     |

## Literatura
- Burstein, Andrew (2007). The Original Knickerbocker: The Life of Washington Irving. Basic Books. ISBN 978-0-465-00853-7.
- Bowers, Claude G (1940). The Spanish Adventures of Washington Irving. Riverside Press..
- Hellman, George S. Washington Irving, Esquire. (Alfred A. Knopf, 1925).
- Irving, Pierre M. Life and Letters of Washington Irving. 4 vols. (G.P. Putnam, 1862). Cited herein as PMI.
- Irving, Washington. The Complete Works of Washington Irving. (Rust, et al., editors). 30 vols. (University of Wisconsin/Twayne, 1969–1986). Cited herein as Works.
- Irving, Washington (1828). History of the Life of Christopher Columbus.. 3 volumes, 1828, G. & C. Carvill, publishers, New York, New York; as 4 volumes, 1828, John Murray, publisher, London; and as 4 volumes, 1828, Paris A. and W. Galignani, publishers, France.
- Irving, Washington (1829). The Life and Voyage of Christopher Columbus.. 1 volume, 1829, G. & C. & H. Carvill, publishers, New York, New York; an abridged version prepared by Irving of his 1828 work.
- Jones, Brian Jay (2008). Washington Irving: An American Original. Arcade. ISBN 978-1-55970-836-4.
- Warner, Charles Dudley (1881). Washington Irving. Riverside Press..
- Williams, Stanley T. The Life of Washington Irving. 2 vols.

## Spoljašnje veze
- Vašington Irving на сајту Пројекат Гутенберг (језик: енглески)
- Vašington Irving на сајту Internet Archive (језик: енглески)
- Vašington Irving на сајту LibriVox (језик: енглески)